# Sêmea
Sêmeas são grãos descascados de vários cereais, como por exemplo aveia, trigo, centeio e cevada. Sêmeas são grãos integrais que incluem as partes do germe e do farelo, assim como o endosperma (que é geralmente o produto da moagem).
Sêmeas também podem ser produzidas com sementes de pseudocereais, como a trigo-sarraceno.

## Usos culinários

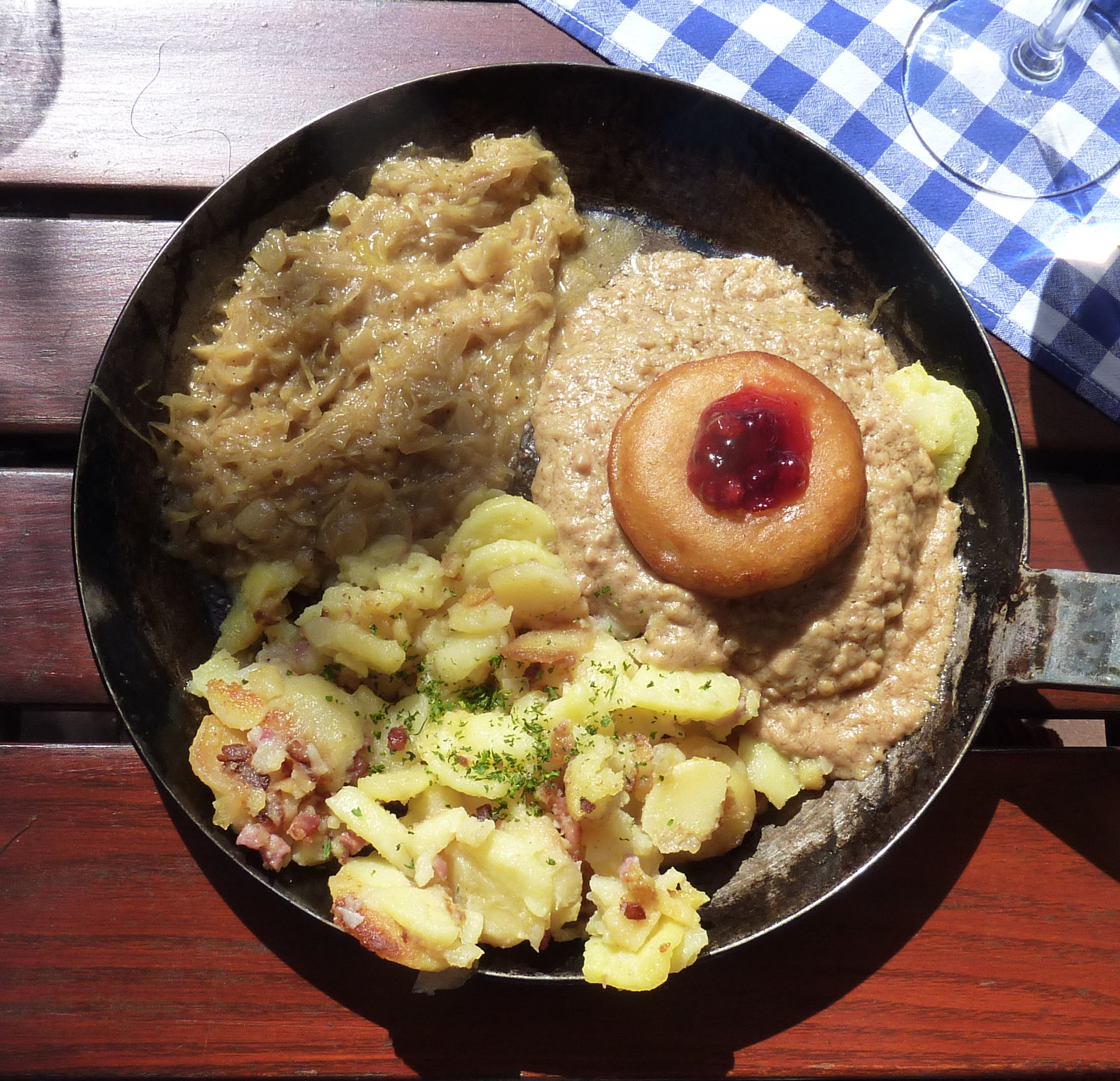
Pão de salsicha com grumos, ervas mostarda, rodelas de maçã e batatas fritas.

A sêmeas são nutritivas, mas difíceis de mastigar, então geralmente, elas são deixadas de molho, antes de serem cozidas. Sêmeas são usadas em sopas e mingaus.
Sêmeas de muitos cereais são a base da kasha, uma refeição básica, com aparência de mingau, do leste europeu e Eurasia. Na América do Norte, kasha ou kashi, geralmente refere-se a sêmeas de trigo-sarraceno assadas.
No norte da Índia, sêmeas de trigo são conhecidas como "dalia" e são comumente preparadas com leite em um mingau doce, ou com vegetais e especiaria em misturas salgadas.
Sêmeas de Triticum durum parboilizadas e cortadas, conhecidas como triguilho, são um igrediente essencial de muitos pratos do Oriente Médio, como mansaf e tabbouleh.
As sêmeas também são usadas em algumas salsichas, como "black puddings". Um prato tradicional de Black Country, na Inglaterra é o "groaty pudding" (ou pudim de sêmea, em tradução livre), feito com sêmeas, alho-poró, cebola, bife e caldo de carne, assados por aproximadamente 16 horas; é um prato tradicional da Noite de Guy Fawkes.
A farinha de cevada grossa é feita através da moagem de sêmeas de cevada.

## Produção

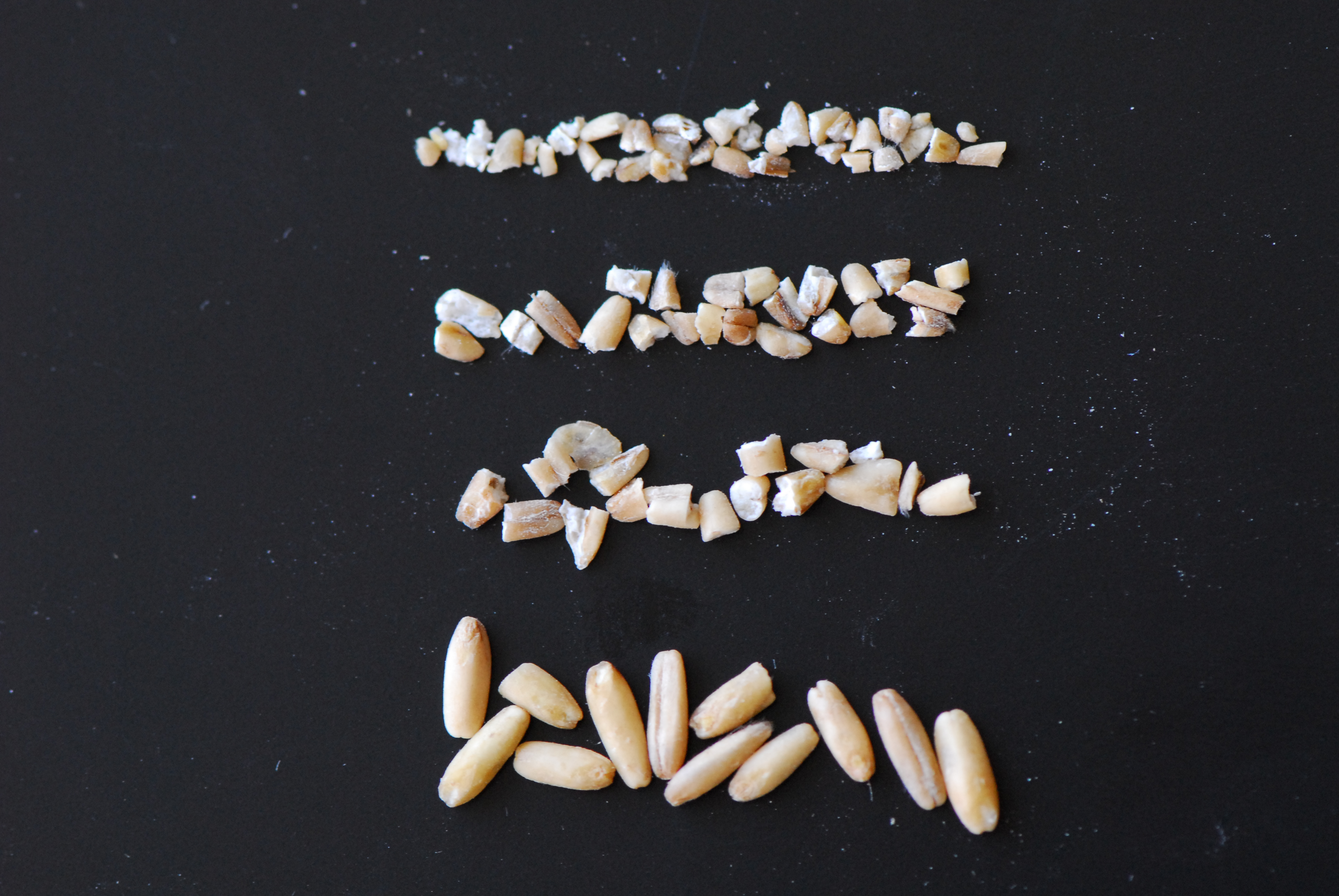
De cima para baixo: sêmeas de aveia finas, médias, grossas e sem inteiras.

O grão é limpo, classificado por grão, tamanho e descascado. Adicionalmente, os grãos podem ser fatiados em um "cortador de sêmeas", o qual pode ser ajustado para cortar sêmeas finas, médias e grossas.  Então as sêmeas são escovadas com uma máquina, para que não fiquem com nenhuma parte aderente da casca. No caso das sêmeas cortadas, seus fragmentos são classificados por tamanho.